# تفجير ثلاجة ميدان صهيون
كان تفجير ثلاجة في ساحة صهيون هجوماً مسلحا في وسط مدينة القدس، إسرائيل يوم الجمعة 4 يوليو 1975، أسفر عنه مقتل 15 مدنياً وإصابة 77 آخرون.

## الهجوم
فَجَّرَ أحد الفلسطينيين ثلاجة مفخخة احتوت على خمسة كيلوغرامات من المتفجرات في ميدان صهيون في وسط القدس، مما أسفر عن مقتل 15 شخصاً وإصابة 77 آخرين. وساعد عابر طريق يهودي يُدعى شبتاي ليفي مُنَفِذ التفجير في رفع الثلاجة إلى الرصيف. أثارت الثلاجة شبهات كل من إستر لاندر ويهودا وارشوفسكي، الذان كانا يعملان بالقرب من ساحة صهيون. استدعت شركة Landner الشرطة وعندما كانت تجيب على أسئلتهم، انفجرت الثلاجة.

### الوفيات
وكان من بين القتلى ريفاكا (سويفار) بن إسحق، البالغة من العمر 35 عاماً، وهي مواطنة أميركية، وزوجها مايكل، الذي ترك وراءه طفلين صغيرين. وتخليدا لذكراهما تم تأسيس جائزة بن-إسحاق، التي تُقدَّم سنوياً إلى رسام بارز في كتب الأطفال من قبل متحف إسرائيل. كما قُتل داود خوري، محاسب عربي في فندق الملك داوود، في الهجوم.

## الجناة
وأعلنت جماعة فلسطينية مسلحة في منظمة التحرير الفلسطينية مسؤوليتها عن الهجوم. في وقت لاحق تم الكشف عن أن الهجوم قد تم تنفيذه من قبل العربي الأمريكي أحمد جبارة أبو السكر،  المُلقب بأبو سكر، أصله من ترمسعيا. ساعد جبّارة، باسم طابيلا من نابلس، الذي هرب إلى الأردن قبل أن يتم القبض عليه.
بعد تحقيق أجرته شاباك والشرطة الإسرائيلية، تم اعتقال جبارة وتقديمه للمحاكمة أمام محكمة عسكرية في يونيو 1977. وقد أُدين وحُكم عليه بالسجن المؤبد و30 سنة أخرى.
في عام 2003، أُطلق سراح أحمد جبارة من السجن بعد أن قضى 27 عاماً، بعد أن أفرجت عنه الحكومة الإسرائيلية كبادرة لياسر عرفات. بعد وقت قصير من إطلاق سراحه، دعا جبارة إلى خطف جنود إسرائيليين في تجمع حاشد في بيت لحم تمت تغطيته على نطاق واسع من قبل وسائل الإعلام الفلسطينية. بعد ذلك عينه عرفات مستشاراً لشؤون السجناء. تُوفي جبارة بنوبة قلبية في رام الله في 17 يوليو 2013، عن عمر يناهز 78 عاماً.

## وصلات خارجية
- 13 killed by bomb in Israel نسخة محفوظة 31 يناير 2013 at Archive.is - نُشر في بالتيمور صن في 5 يونيو 1975
- 13 Die, Scores Hurt in Jerusalem Blast - نُشر في نيويورك تايمز في 5 يونيو 1975
- 13 Die in Jerusalem Bombing نسخة محفوظة 7 نوفمبر 2012 على موقع واي باك مشين. - نُشر في لوس أنجلوس تايمز في 5 يونيو 1975